# Hydesville
Hydesville is een plaats in Humboldt County in Californië in de VS.

## Geografie
Hydesville bevindt zich op 40°32′55″Noord, 124°5′18″West. De totale oppervlakte bedraagt 19,1 km² (7,4 mijl²) wat allemaal land is.

## Demografie
Volgens de census van 2000 bedroeg de bevolkingsdichtheid 63,2/km² (163,7/mijl²) en bedroeg het totale bevolkingsaantal 1209, als volgt onderverdeeld naar etniciteit:
- 91,73% blanken
- 3,72% inheemse Amerikanen
- 0,25% Aziaten
- 1,41% andere
- 4,80% Spaans of Latino

Er waren 457 gezinnen en 345 families in Hydesville. De gemiddelde gezinsgrootte bedroeg 2,65.

## Plaatsen in de nabije omgeving
De onderstaande figuur toont nabijgelegen plaatsen in een straal van 24 km rond Hydesville.